# Abditoconus
Abditoconus là một chi động vật thân mềm hai mảnh vỏ thuộc họ Xylophagaidae.
Các loài thuộc chi này được tìm thấy ở phía tây châu Mỹ.
Loài:
- Abditoconus anselli (Harvey, 1996) (đồng nghĩa với Xylophaga anselli)
- Abditoconus brava (Romano, Pérez-Portela & D.Martin, 2014)
- Abditoconus heterosiphon (Voight, 2007)
- Abditoconus investigatoris MacIntosh & Voight, 2021